# 新しい歴史教科書をつくる会
一般社団法人新しい歴史教科書をつくる会（いっぱんしゃだんほうじんあたらしいれきしきょうかしょをつくるかい）は、1997年に結成された日本の社会運動団体。2013年に一般社団法人に登録。従来の歴史教科書が「自虐史観」の影響を強く受けているとして、「大東亜戦争肯定史観」にも「東京裁判史観」ないし「コミンテルン史観」にも与しない立場（「自由主義史観」と称する）から、戦後の歴史観を否定する新たな歴史教科書をつくる運動を進めるとしている。

## 概要

### 発足
湾岸戦争以前までは日本共産党員であった藤岡信勝は、冷戦終結後の新しい日本近代史観確立の必要性を感じ、保守論客に転身。自身の歴史検証法を「自由主義史観」と名付けた。
1996年1月15日、藤岡が代表を務める「自由主義史観研究会」は、産経新聞のオピニオン面に「教科書が教えない歴史」の連載をスタート。
同年6月27日、文部省は翌年度用中学校社会科教科書の検定結果を公表。従軍慰安婦について記述した7冊すべてが合格した。翌28日から、「従軍」慰安婦や南京大虐殺などを教科書に載せるのは「反日的・自虐的・暗黒的」だとして、削除を求める抗議活動が行われた。8月10日、藤岡は、自由主義史観研究会との共著名義で、『教科書が教えない歴史』（発行：産経新聞ニュースサービス、発売：扶桑社）を出版した。同月、小林よしのりは『SAPIO』連載の「新・ゴーマニズム宣言」で、元従軍慰安婦の証言やメディアの報道内容に疑問を提起した。9月7日、「日本を守る国民会議」は現行の教科書を攻撃するキャンペーンを開始し、教科書会社の社長名・住所・電話・FAXを公開した。
同年12月2日、藤岡、西尾幹二、小林らは「新しい歴史教科書をつくる会」（略称：つくる会）の結成記者会見を赤坂東急ホテルで開催。西尾は「この度、検定を通過した7社の中学教科書は、証拠不十分のまま従軍慰安婦の強制連行説をいっせいに採用した。安易な自己悪逆史観のたどりついた一つの帰結だ」との声明を発表した。声明文には藤岡、西尾、小林、坂本多加雄、高橋史朗、深田祐介、山本夏彦、阿川佐和子、林真理子の計9人が呼びかけ人として名を連ねた。会見時の賛同者は78人であった。
1997年1月21日、つくる会メンバーの西尾ら7人は小杉隆文部大臣に面会。教科書の慰安婦関連の記述は検定基準に違反しているとして、削除を要求したが、小杉は「元従軍慰安婦のことは内閣外政審議室の調査で明らかになっている。義務教育に取り入れるのは妥当」と述べ、要求を拒否した。同年1月30日、つくる会は結成総会をもって正式に発足した。
発足から約1か月後の2月27日、自民党の国会議員を中心に「日本の前途と歴史教育を考える若手議員の会」が設立された。会長には中川昭一、事務局長には安倍晋三、幹事長には衛藤晟一が就いた。衆参あわせて62人が参加し、運動を大きく後押しすることとなった。また、つくる会には多くの著名人が賛意を表し、同年6月6日時点の賛同者は204人を数えた。1999年9月には会員が1万人を超え、全都道府県に48の支部組織（東京都は2つ）をつくり、その当時、年間1億3千万円以上の予算で活動していた。

### 従来の教科書に対する批判
つくる会は、既存の歴史教科書（特に中学校社会科の歴史的分野の教科用図書）は、必要以上に日本を貶める自虐史観に毒されていると批判し、それに代わる「“東京裁判史観”や“社会主義幻想史観”を克服し、その双方の呪縛から解放されたという自由主義史観に基づく、子供たちが日本人としての自信と責任を持つことのできるような教科書」の作成と普及を目的として結成され運営されている。
つくる会の教科書は中学歴史用の歴史分野と公民分野のものが2001年版と2005年版が出版（いずれも扶桑社刊）されたほか、2009年版、2011年版は自由社から出版された。本部のほか全国各地に地方支部が設置されている。つくる会の執筆した『新しい歴史教科書』は、2001年に初版が出された。文部科学省によって137か所の検定意見が付けられたが、同時に執筆した『新しい公民教科書』とともに、ほかの出版社の歴史教科書と同様に教科用図書検定に合格している。

### 組織
つくる会は、日本全国から集まる会費と関連本の印税収入を財源として活動している。
2000年4月4日、つくる会は日本会議と共同して、多くの右派組織を結集し、「教科書改善連絡協議会」（略称：改善協）を設立した。会長は三浦朱門、副会長は亀井正夫、石井公一郎が就いた。つくる会は「日本会議国会議員懇談会」や「日本の前途と歴史教育を考える若手議員の会」と結びつき、教育委員会や地方議会に圧力をかける運動を展開するが、「改善協」はこの運動の主要な担い手となった。
2007年5月31日、7代目会長に藤岡信勝が就任した。つくる会の地方支部のほか、地元財界や旧軍関係者による採択支援運動が行われている。平沼赳夫や萩生田光一など会の主張と同じくする保守政治家から強く支持されている。
保守の政治家のほか、ブログや掲示板等のネットにおいても支持している者の姿がよく見られ、ネットで論じられていたことから誕生したとも言われる山野車輪著の『マンガ 嫌韓流』は、その思想的背景にはつくる会の影響が強いと主張する者もいる。
つくる会として、アメリカ合衆国下院が日本政府に対し従軍慰安婦問題への謝罪を迫ったアメリカ合衆国下院121号決議に対して、民主党の慰安婦問題と南京事件の真実を検証する会とともに強い反発を表明しているほか、沖縄地上戦に関する歴史教科書問題についても批判的な立場を取っているが、そのなかで「沖縄戦の犠牲に対する感謝と共感の念をはぐくむよう記述すること」という教科書改善の会（つくる会の運動から離れた有志による同様の社会運動団体）の要望を、日本の歴史教科書を「自虐的」たらしめた「近隣諸国条項」と同様に「沖縄条項」を取り入れるものであるとして批判している。

### 主な主張
新しい歴史教科書をつくる会は、中学校社会科の歴史的分野における教科書そのものや、つくる会が執筆した『新しい歴史教科書』を取り巻く環境について主に次のような主張をしている（この主張に対する反対意見・賛成意見などについては、後述の不採択活動、世間の評価を参照）。
まず1997年に発表された趣意書で、次のように主張している
- 日本の戦後の歴史教育は、日本人が受けつぐべき文化と伝統を忘れ、日本人の誇りを失わせるものであった。特に近現代史では、日本人は子々孫々まで謝罪し続けることを運命づけられた罪人の如くにあつかわれている。
- 冷戦終結後は自虐的傾向が強まり、現行の歴史教科書は従軍慰安婦のような旧敵国のプロパガンダを事実として記述している。
- つくる会は、世界史的視野の中で、日本国と日本人の自画像を、品格とバランスをもって活写することで、祖先の活躍に心踊らせ、失敗の歴史にも目を向け、その苦楽を追体験できる、日本人の物語を語りあえる教科書をつくる。
- 子供たちが、日本人としての自信と責任を持ち、世界の平和と繁栄に献身できるようになる。

2005年5月10日に、つくる会が外国特派員協会で開催された記者会見において『新しい歴史教科書』の近現代史の英訳版を配布するとともに、欧米のプレスとの質疑応答で次のように主張した：
- 『従軍慰安婦や強制連行、南京事件を削除し、創氏改名を正当化することが正しい教科書なのか』の質問に対しては、『1996年以前の韓国の教科書にも従軍慰安婦は記述されていなかった。また2005年4月12日付の朝日新聞の記事によると、全社の教科書が従軍慰安婦を削除している。それは証拠によってサポートされていない』と回答した。ただし他の問については回答を避けた。なお、扶桑社版「新しい歴史教科書」には南京事件に関する記述がある。（ただし、平成26年度検定の自由社版で消去）
- 扶桑社の教科書が学校で使われないのは、日本にある2大教職員組合がマルクス・レーニン主義を信奉しているため、国民との意識に大きなギャップがあるにもかかわらず、（教科書）採択に大きな影響力を持っているためである。
- 『日本軍の虐殺や強制連行や南京事件を書いていない。日本は戦前に戻るのではないかと心配になる』との指摘に対しては『町村外務大臣（当時）も検定を合格した教科書の中で、戦争を美化している教科書はないと言っている』として、『歴史の事実が明らかになればそのような誤解もとける』と主張していた。

つくる会の教科書について、以下の事柄を主張している。
- 近代日本を悪逆非道に描き出す「自虐史観」を克服し、次世代の子供たちに誇りある日本の歴史の真の姿を伝えるべきである。この教科書は「階級闘争史観」や「自虐史観」の拘束から自由になり、世界史的視野のなかで日本国と日本人の自画像を品格とバランスをもって論述している。そのため面白く、通読に耐える唯一の歴史教科書である[16]。

## 年表
1996年
- 8月 - 西尾幹二と藤岡信勝が出会い各界有志に呼びかけ、つくる会創立の下準備をする。
- 10月 - 西尾と藤岡の共著『国民の油断―歴史教科書が危ない！』が刊行。
- 12月2日 - 創立記者会見。呼びかけ人は西尾、藤岡、小林よしのり、坂本多加雄、高橋史朗、深田祐介、山本夏彦、阿川佐和子、林真理子の計9人[6]。

1997年
- 1月21日 - 西尾ら7人が小杉隆文部大臣に教科書から従軍慰安婦記述の項目の削除を申し入れる[4]。
- 1月30日 - 創立総会を開催。初代会長・西尾幹二、副会長・藤岡信勝とする[1][2]。
- 1月31日 - 賛同者として王貞治・ダイエーホークス監督の名前を発表する。西尾もテレビでその旨発言した（当人は否定）。
- 2月 - 会長・西尾他、テレビ朝日「朝まで生テレビ!―従軍慰安婦問題と歴史教育」に出演し、問題提起する。
- 3月 - 第1回シンポ「『自虐史観』を超えて」開催。
- 5月 - 会報『史』創刊。
- 12月 - 会員数が6000人を突破する。

1999年
- 1月 - 神奈川支部設立。
- 5月 - 教科書採択戦略会議を設立し、議長に理事・高橋史朗を置く。
- 7月 - つくる会副会長に高橋を選出。
- 10月 - 47都道府県に48支部を設立する。（2004年8月現在は51支部にまで拡張）
- 10月 - 西尾幹二著、つくる会編の『国民の歴史』出版。（2002年12月現在の発行部数72万部）

2000年
- 4月 - 扶桑社、『新しい歴史教科書』、『新しい公民教科書』を文部省に検定申請し、それぞれ137箇所、99箇所に検定意見が付く。
- 同月、つくる会は日本会議と共同して「教科書改善連絡協議会」を設立[2]。
- 6月 - 宮城県議会で教科書制度の改善を求める請願を初採択。以降33道県議会で採択
- 10月 - 検定審議官による『新しい歴史教科書』への検定不合格への働きかけが明らかになる。

2001年
- 4月3日 - つくる会主導で編集された『新しい歴史教科書』『新しい公民教科書』が、検定意見箇所の修正を経て、教科書検定に合格した[23][24]。
- 5月 - 『新しい歴史教科書』の検定合格に対し韓国や中国は激しく抗議し、再修正を日本側に要求。
- 5月8日 - 韓国政府は、扶桑社の『新しい歴史教科書』に9つの問題があるとし、日朝関係史に関する25の主題についての修正を日本政府に要求した。さらに，既存の7つの教科書（日本文教出版、東京書籍、大阪書籍、教育出版、清水書院、帝国書院、日本書籍）についても修正を要求した[25]。
- 6月10日 - 扶桑社は『新しい歴史教科書』、『新しい公民教科書』の市販本を刊行（あわせて76万部のベストセラー）。
- 7月 - 一旦採択が決定していた栃木県下都賀地区の教育委員会の委員に脅迫が行われるなどの事件が起きる。
- 8月7日 - 新左翼・革労協木元派革命軍が、つくる会事務所に放火し、犯行声明を出した。
- 8月15日 - 中学校教科書の採択結果発表。歴史の採択率は0.039%、公民は0.055%。
- 9月 - つくる会新会長に理事・田中英道、新副会長に高橋、種子島経、藤岡の各理事。
- 9月 - 西尾は名誉会長に就任し、理事に八木秀次が就任する。
- 12月 - 公安調査庁が平成14年度版「内外情勢の回顧と展望」を刊行。「つくる会」教科書の採択に反対する活動のなかに共産主義者同盟戦旗派や中核派が主導したとする事例、市民団体運動にJRCL、統一共産同盟の活動家が加わったとする事例を紹介しながら、「過激派」が 「内外の労組、市民団体や、在日韓国人団体などと共闘し、全国各地で教育委員会や地方議会に対して、不採択とするよう要求する陳情・要請活動を展開した」と記述した 。また不採択運動に対する抗議に右翼団体が参加した例もあることを指摘した。

2002年
- 7月 - 第5回定期総会を開催。遠藤浩一、九里幾久雄、中西輝政、新田均の4人が理事に就任。
- 7月 - 愛媛県教育委員会の“適正かつ公正な教科書採択を求める”署名運動。愛媛県で16万人、県外から25万人、計41万人の署名を愛媛県教育委員会へ提出。
- 8月15日 - 2003年春開校の愛媛県立中高一貫教育校3校で『新しい歴史教科書』を採択。
- 9月 - 第21回シンポ『日韓歴史認識の共有は可能か』開催。

2004年
- 8月26日 - 東京都教育委員会は、2005年4月開校の中高一貫教育校「東京都立白鷗高校附属中学校」で『新しい歴史教科書』を使用することを採決した[26][27]。
- 11月10日 - 高橋、埼玉県教育委員への指名を受け退会。（“埼玉県での採択率を上げるための偽装退会だ”として就任反対運動が起き、また、高橋は教科書の監修に関与していながら教育委員に就任した事も発覚する。地方教育行政法違反の疑いとの指摘もある）

2005年
- 4月 - 扶桑社、検定規則（省令）に違反し、検定通過前の白表紙本を教職員に配布していた事が発覚。管理の徹底と回収を三度に渡って文科省から指導されていた事も明らかになる[28][注 4]。
- 4月21日 - ホームページの「賛同者」リストを、ページを残して削除。（財界中心に撤回者が相次いだ為と見られる）
- 8月1日 - 2005年版の市販本『新しい歴史教科書』、『新しい公民教科書』発刊。
- 8月4日 - 東京都杉並区にて『新しい歴史教科書』採択の可能性が出てきたことに対し、この日の教育委員会審議に合わせて反対派団体による抗議行動が行われた。更にはこの団体に対して抗議する集団も1500人ほど集結した。この際、抗議行動をビデオ撮影していた男性に暴行を加えたとの容疑で、抗議行動に参加しようとしていた男性1名が逮捕された。警察はこの人物を中核派活動家であると発表した。
- 8月8日 - つくる会、杉並区教育委員の一人を批判する内容の「公開質問状」を他の各委員・教委事務局・報道各社宛て送付、また送達前に内容を公表。
- 8月12日 - 杉並区教育委員会、『新しい歴史教科書』を採択。区立中学校23校で2006年度から4年間使用されることとなった。著者である藤岡が採択審査を傍聴した事が反対派から問題視される。
- 12月 - 警察庁は2005年の「治安の回顧と展望」において中核派について「『つくる会の教科書採択に反対する杉並親の会』と共闘して、市民運動を装いながら、杉並区役所の包囲行動、同区教育委員会への抗議・申し入れ、傍聴等に取り組んだ」と記述。また、公安調査庁の「内外情勢の回顧と展望」では「教労（教育労働者）決戦の一環として、教職員組合や市民団体に対し、同派系大衆団体を前面に立てて共同行動を呼びかけた」としており、つくる会への反対運動における中核派の関与を指摘した。ただし、2001年度版にあった右翼系団体に関する記述は削除されている。
- 12月5日 - 「地域の伝統行事」の一例としてアイヌの写真を無断で掲載しアイヌ民族関連団体から抗議され、扶桑社は、市販本『新しい公民教科書』の市場出回り分残部（約一万冊）の回収を決定。

2006年
- 1月17日 - 西尾幹二名誉会長辞任。院政も噂されたが（産経新聞）、本人は否定。自身のインターネットサイト上で会とは無関係と宣言する。代りに八木秀次が会長に就任。
- 2月27日 - 無断での中国旅行などを咎められ、八木が会長職を辞任。種子島経が、会長職就任。
- 3月28日 - 八木が副会長に就任。7月での評議会で会長就任説流れる[29]
- 4月30日 - 種子島経会長、八木秀次副会長、揃って辞任。「つくる会」も離れることを発表。同時に、内田智、勝岡寛次、新田均、松浦光修の4理事が辞任。会を離れる[30]。
- 同日 - 高池勝彦が会長職に就任。藤岡信勝、福地惇が副会長に就任。小川義男、小川正、石井昌弘、上杉千年、濱野晃吉が理事に就任。
- 5月22日 - 中西輝政理事が辞任。評議会で承認される。
- 5月26日 - 梅澤昇平が理事に就任。
- 6月 - 小林正が会長に就任。
- 6月12日 - 工藤美代子、田久保忠衛両理事が辞任。代りに杉原誠四郎理事が就任。
- 7月27日 - 東京都教委は、翌春から東京都立白鴎高校付属中学校で使用する公民教科書に扶桑社の『新しい公民教科書』を採択した[31]。
- 10月22日 - 離脱組によって「日本教育再生機構」が設立される。初代理事長に八木が就任[32][33]。

2007年
- 4月27日 - つくる会東京都支部が茨城・東京三多摩の支部と連名で、“本部の混乱”（八木の「日本教育再生機構」設立を含むと思われる）について意見・提案書を公表、本部宛て提出。
- 5月31日 - つくる会、扶桑社から関係解消を通告される。「日本教育再生機構」に参加した小林正会長を解任。後任には副会長だった藤岡が就いた。扶桑社は今後はつくる会と袂を分けた元同志が結集した「日本教育再生機構」と提携することになった[16][34]。そのためつくる会は事実上分裂。なお扶桑社は教科書出版子会社として「育鵬社」を設立。
- 6月13日 - つくる会の理事会は、版元となる出版社の選定を行う事を決定し、「歴史」は藤岡信勝、「公民」は小山常実が担当することが承認された[35]。また理事会では、渡辺眞が理事に選出され、小田村四郎顧問の辞任が承認された。
- 9月9日 - つくる会の第10回定期総会において、新たな教科書の版元として『伝統ある保守系の出版社』の「自由社」（石原萠記社長）と提携することが承認された[36]。

2013年
- 1月4日 - 一般社団法人に登録[3]。
- 9月11日 - 『はだしのゲン』が「日本軍のありもしない蛮行」を描き、また天皇や君が代を批判するなど学習指導要領に違反しており“有害図書”であるとして、学校図書館から排除するよう求める要望書を文部科学省に提出[37]。

## 活動概要

### 役員
2024年8月4日現在
| 役職     | 氏名       | 肩書                                | 備考                                 |
| -------- | ---------- | ----------------------------------- | ------------------------------------ |
| 会長     | 高池勝彦   | 弁護士                              |                                      |
| 副会長   | 岡野俊昭   | 元銚子市長 元銚子市立第五中学校校長 |                                      |
| 副会長   | 皿木喜久   | 元産経新聞社論説委員長              |                                      |
| 副会長   | 藤岡信勝   | 教育評論家                          |                                      |
| 副会長   | 松浦明博   | 元帝京科学大学大学特命教授          |                                      |
| 副会長   | 松木國俊   | 朝鮮近現代史研究所所長              |                                      |
| 副会長   | 茂木弘道   | 史実を世界に発信する会代表          |                                      |
| 理事     | 安達弘     | 元横浜市立小学校教諭                |                                      |
| 理事     | 荒木田修   | 弁護士                              |                                      |
| 理事     | 海上知明   | NPO法人孫子経営塾理事               |                                      |
| 理事     | 小山常実   | 大月短期大学名誉教授                |                                      |
| 理事     | 高森明勅   | 日本文化総合研究所代表              |                                      |
| 理事     | 富岡幸一郎 | 関東学院大学教授                    |                                      |
| 理事     | 三浦小太郎 | アジア自由民主連帯協議会事務局長    |                                      |
| 理事     | 諸橋茂一   | 教育を考える石川県民の会会長        | 「真の近現代史観」懸賞論文受賞歴あり |
| 理事     | 吉永潤     | 神戸大学教授                        |                                      |
| 監事     | 尾崎幸廣   | 弁護士                              |                                      |
| 顧問     | 杉原誠四郎 | 元城西大学教授                      |                                      |
| 顧問     | 中山成彬   | 前衆議院議員                        |                                      |
| 事務局長 | 越後俊太郎 |                                     |                                      |

### 歴代会長
| 新しい歴史教科書をつくる会 会長 | 新しい歴史教科書をつくる会 会長 | 新しい歴史教科書をつくる会 会長 | 新しい歴史教科書をつくる会 会長 | 新しい歴史教科書をつくる会 会長 |
| 代                              | 氏名                            | 就任日                          | 備考                            |                                 |
| ------------------------------- | ------------------------------- | ------------------------------- | ------------------------------- | ------------------------------- |
| 1                               | 西尾幹二                        | 1997年1月                       |                                 |                                 |
| 2                               | 田中英道                        | 2001年9月                       |                                 |                                 |
| 3                               | 八木秀次                        | 2004年9月                       |                                 |                                 |
| 4                               | 種子島経                        | 2006年2月                       |                                 |                                 |
| -                               | 高池勝彦                        | 2006年4月                       | 会長代行                        |                                 |
| 5                               | 小林正                          | 2006年6月                       |                                 |                                 |
| 6                               | 藤岡信勝                        | 2007年5月                       |                                 |                                 |
| 7                               | 杉原誠四郎                      | 2011年8月                       |                                 |                                 |
| 8                               | 高池勝彦                        | 2015年10月                      |                                 |                                 |

### 運動の離合集散
つくる会は幾度と無く路線対立等が原因で内紛を繰り返して来た。
1998年2月、理事会は「事務局員との確執」を理由に初代事務局長の草野隆光を解任する。後釜として大月隆寛が2代目の事務局長になったが、その大月も自律神経失調症から病み上がったばかりの1999年9月15日に、当時の西尾幹二会長から手紙で解任を勧告される。
1999年7月29日、理事会は当時の藤岡信勝副会長と濤川栄太副会長を解任する。藤岡は理事に留まったが、濤川は理事も退任。背景には藤岡と濤川の権力争いや、濤川の女性問題があった。
2002年2月、西部邁と小林よしのりが退会。反米保守であった小林、西部と、親米保守であった他の理事達の対立が原因。
2006年1月16日、西尾幹二が名誉会長を辞任して退会し、更に遠藤浩一、工藤美代子、福田逸が副会長を辞任する。ところが同年3月1日に藤岡は会長補佐に就任して復権し、同年2月27日に理事会は八木秀次会長、藤岡信勝副会長、宮崎正治事務局長を解任させ、宮崎は退職に追い込まれた。八木等を解任した表向きの理由は、2005年12月に理事会の許可を取らず中国へ赴き、現地の知識人と論争していた事とされる。しかし、当の解任された八木は藤岡に追放されたと主張している。この泥沼の内部抗争の原因は、肝心の公民、歴史教科書の採択率が軒並み1パーセントにも満たない事だと言われている。
後任の会長は種子島経になったが、地方支部と支援団体から反対意見が相次いだため、2006年3月28日の理事会で八木秀次を副会長に選任して内紛の収拾が図られた。
しかし2006年4月30日、種子島経会長と八木秀次副会長が揃って辞任。「つくる会」も離れることを発表した。同時に、内田智、勝岡寛次、新田均、松浦光修の4理事も辞任し、会を離れた。5月22日、中西輝政理事が辞任。評議会で承認される。
「つくる会」を脱会した八木は同年春から6月にかけて、伊藤哲夫、西岡力、島田洋一、中西輝政らと会合を重ね、9月に成立が予想された「安倍政権」の課題について話し合った。彼らはいつしか「五人組」と称されるようになり、安倍晋三の重要なブレーンとして名が広まった。
同年6月末、八木を中心として「つくる会」を脱会した人々が集まり、「新『つくる会』」を発足させようとする動きが展開された。彼らはやがて「日本教育再生機構設立準備室」なるものをつくり、八木秀次、伊藤隆、種子島経、内田智、勝岡寛次、新田均、松浦光修、中西輝政ら脱会者はのきなみ準備室の発起人に名を連ねた。「日本教育再生機構」は同年10月22日に設立された。
やはり会員であったが離脱した屋山太郎も八木に同調して、2007年7月24日、「改正教育基本法に基づく教科書改善を進める有識者の会」（教科書改善の会）を設立した。12月には、八木の命令で藤岡を誹謗中傷する怪文書を作ったと藤岡からブログ名指し批判された産経新聞記者が名誉毀損で藤岡を刑事告訴。これには地方支部から2007年4月に“分派行動であり相容れない”として、会長・小林の引責辞任を求める文書が提出され、これを受けて本部は小林を5月末で解任。関係解消を申し入れられた為、扶桑社とも手を切った。扶桑社は「教科書改善の会」と共に次回検定に向けて教科書編纂を行なうという。
一方、産経新聞が八木秀次の副会長選任に関する報道で「理事会では西尾幹二の影響力を排除する事を確認した」「宮崎正治の事務局復帰も検討されている」と言う記事を掲載した事に対し、つくる会と西尾幹二が抗議する。また、名誉会長を辞した西尾は自身のブログに於いて「脅迫を目的とした匿名メールが出回っている」と述べた上で、公安のイヌに成り下がった八木の犯行だと主張している。2007年7月、藤岡は八木を名誉毀損で提訴。さらに9月には八木及び産経新聞の記者らを業務妨害で刑事告訴した。
また、2005年4月、教科書検定受検前のサンプル版（白表紙本）が出版元の扶桑社から規則に違反して、一般に頒布・閲覧の用に供されていた事が発覚し、同社は文部科学省の指導を受けた。このサンプル版序文において「歴史は科学ではない」と言明し歴史は物語であるとしている点が、歴史学のディシプリンを根底から否定するものとして問題視され、多くの歴史家から反発を招いた。これには執筆者に歴史学者を擁していないことの影響も指摘されている。採択反対派は、この事実に加えて、つくる会の教科書と比較して他社の教科書を貶めるような宣伝（他社教科書の内容を中傷する小冊子を制作配布）をしているとし、採用を後押ししている産経新聞も含めた三者を公正取引委員会に私的独占の禁止及び公正取引の確保に関する法律（独占禁止法）違反で申告した。
これまで、つくる会の教科書は扶桑社から出されていたが、2007年2月26日に扶桑社はつくる会に対し「現行の『新しい歴史教科書』に対する各地の教育委員会の評価は低く、内容が右寄り過ぎて採択がとれない」であるとして、採択率を上げるためのテコ入れ案として、路線対立から「つくる会」から脱退した「教科書改善の会」との協力ないし、一部執筆者の変更や扶桑社から教科書出版部門の別会社への転籍を提案したが、しかしつくる会が容認しなかったため、2007年5月に扶桑社は関係解消を通告した。
つくる会は、扶桑社に代わる新たに教科書出版を引き受ける出版社を公募したうえで、今後は東京都の自由社から出版される事が決定した。ただし自由社の石原萠記社長は著名な社会民主主義者でもあり、その思想傾向がつくる会の主張と合わないのではないかとの指摘もある（詳細についてはリンク先参照のこと）。しかしながら、西尾幹二は自身のホームページのなかで石原の『戦後日本知識人の発言軌跡』を引用した上で、「自由社の『自由』は『諸君！』『正論』の母胎なのです」と、あくまで保守系であると主張している。
またつくる会によれば扶桑社から版権の移動について相談するとしていたが、扶桑社は採択した中学校のために2010年度まで使用されている『新しい歴史教科書』については、継続して扶桑社版が供給することになった。また扶桑社の教科書事業子会社としてフジテレビが3億円を出資して「育鵬社」を設立（社長は扶桑社の片桐松樹社長が兼任）し、そこから教科書改善の会が編纂する教科書を発行することになった。
この扶桑社の態度に対し作る会は、弁護士を通じて2007年6月13日付けで、著作権は執筆者にあり扶桑社にはない、現行版の配給修了をもって著作権使用許諾を打ち切ることを通告する文書を発信した。また、かつての同志であった屋山太郎が代表世話人をつとめ、多くの会員と支持者を引き抜いていった「教科書改善の会」を「特定出版社の応援団として知識人たちの運動団体」であり「つくる会がその教科書を失って消滅することを大前提にしてつくられるもの」として強く非難した。そのため、従来つくる会の運動を支援してきたフジサンケイグループに対し事実上の絶縁状をたたきつけることとなった。

### 令和3年度使用教科書の検定不合格
2020年3月23日、つくる会が執筆した中学校の歴史教科書に100頁あたり120件以上の検定意見が出たため教科書検定に不合格となった。つくる会によれは、文部科学省から405か所の「欠陥箇所」を指摘され、うち175か所について反論書を提出したが、全て却下され、2019年12月に不合格が確定したという。一度合格した教科書が不合格になるのは異例のことである。
『アサヒ芸能』（2020年7月30日特大号）によると、この時検定にかかわった文部科学省の教科書調査官に、脱北者団体「自由北韓運動連合」が作成した「北朝鮮のスパイリスト」で北朝鮮の工作員として名指しされている人物Xが含まれている。公安関係者は同誌の取材に対し、調査官に北朝鮮のスパイがいるとすれば、検定が公正だったかどうか疑わしく、日本を貶めるような意図が働いたと考えるのが妥当ではないかと述べた。乾正人は、Xが「従軍慰安婦」表記を中学校教科書に復活させ、つくる会の教科書を検定不合格にした張本人と見做している。
つくる会は2020年6月、令和4年度からの使用を目指し、文部科学省に検定の再申請を行う方針を示した。再申請では83件の検定意見が出されたが全て修正し、2021年3月30日に合格が発表された。2021年9月21日には不合格となった令和元年度の教科書検定は違法であるとし、合格していた場合に得られたと推定される売上収益など計約1200万円の損害賠償を求める訴訟を東京地裁に提起している。また1,200件以上の表記ミスなどが指摘された東京書籍の高等学校の新高等地図が2020年度の教科書検定に合格していたことから、検定の公平さに疑問が生じたとしてつくる会は2023年3月27日に永岡桂子文科相あてに公開質問状を提出した。

## 教科書採択と反対運動
現場の教員、PTA、教育委員、歴史学者、アジア女性資料センター、"人間と性"教育研究協議会などの市民団体が「歴史修正主義の教科書だ」、「戦前の軍国日本の肯定」などとして反対運動をしており、採択の可能性のある学校の周囲にて反対のビラを撒いたり、採択会場に乱入したり、「採択すると市民を殺す」等の脅迫電話を役所にかけたり、時には暴力的行為等を行っているとされる。つくる会ではこうした脅迫めいた反対運動が採択が進まない一つの原因であるとしている。
公安調査庁によると、日本共産党や同党系団体は採択反対の取り組みをしており、代表的反対運動団体である「子どもと教科書全国ネット21」を側面から支援し、これらは採択関係者に抗議電話やファックスを集中的に送ったり、文科省周辺で「人間の鎖」を行うなど激しい反対運動を展開しているとしている。また、過激派の共産主義者同盟戦旗派や共産主義者同盟 (全国委員会)が主導する「アジア共同行動日本連絡会議」が、採択に反対する内外の労組、在日韓国人団体などと共闘して全国各地の教育委員会や地方議会に対し、不採択とするよう積極的活動をしていたことが判明している。
栃木県下都賀地区の場合、一度採択が決定したが、中核派主導の「百万人署名運動」が教科書採択協議会に抗議電話を殺到させており、結果的に栃木県下都賀地区は採択を撤回するに至っており、またJRCL（旧第四インター）や統一共産同盟の活動家が加わった団体が採択を検討していた和歌山県教育委員会に集中的に抗議ハガキや質問状を送り付けていたことも伝えられている。
2002年には、革命的労働者協会（解放派）がつくる会事務所に時限発火装置で放火するテロ事件が発生している。
中核派は2005年の杉並区で採択が検討された際にも市民団体と共闘して抗議運動をしており、同年8月4日に東京都杉並区教育委員会がつくる会の教科書を検討するにあたって中核派の1人が暴行で逮捕された。
つくる会の教科書に賛同する教育委員（茨城県大洗町）や、教育長（東京都、当時）や元文部省官僚の加戸守行愛媛県知事が直接関わって採択しようとした動きもあった。実際に愛媛県の県立中学校である養護学校では知事の意向が反映され採択（2001年）された。また県立の中高一貫校でも2004年に採択された。
韓国の報道機関のなかには「つくる会」を『日本の教科書わい曲団体「つくる会」』といった表現をしており、また在日韓国人組織である「在日本大韓民国民団」が、つくる会の運動を、超党派議員で構成された「日本の前途と歴史教育を考える議員の会」がバックアップしており、そこでの活動が「韓日関係の熱気を凍らせるもの」などとして採択反対運動を行う主張をしており、杉並区での採択の際にも全国の民団員が次々と殺到して傍聴席に陣取り、杉並区議会で教科書採択の質問が出ると、禁止されている野次を続け、注意をされても止めず、さらに区長室の前にも多数で押し掛け、シュプレヒコールを繰り返している。
愛媛県今治市で「新しい歴史教科書」を採択したことに対し、市民団体、在日韓国人、韓国人が原告となり使用停止を求める行政訴訟を起こした。2010年2月、この裁判の口頭弁論で来日していた韓国人歴史研究家が今治市教育委員会事務局を訪れて、「新しい歴史教科書」の採択を再検討するよう市教育長に求めた。教育長は「事実を事実として教えている。平和を願わない人はおらず、戦争の悲惨さなどを伝える努力もしている」と述べた。翌2011年4月には、韓国の市民グループ「アジアの平和と歴史教育連帯」の委員長も今治市教委を訪れ「新しい歴史教科書」の採択中止を要望した。同グループは「韓国を強制で併合したことも正当化し、アジアとの真の友人関係をはぐくむことに反する」と主張している。

## 作成教科書の概要

### 教科書著作関係者

#### 2001年4月検定合格版（扶桑社）
- 『中学社会 新しい歴史教科書』
  - 代表執筆者／西尾幹二
  - 監修／伊藤隆（兼・執筆者）、大石慎三郎、高橋史朗、田久保忠衛、芳賀徹
  - 執筆／小林よしのり、坂本多加雄、高森明勅、田中英道、広田好信、藤岡信勝、八木哲、谷原茂生
- 『中学社会 新しい公民教科書』
  - 代表執筆者／西部邁
  - 執筆／佐伯啓思、佐藤光、八木秀次、宮本光晴、杉村芳美、田内寛人、大津寄章三

#### 2005年4月検定合格版（扶桑社）
- 『中学社会 改訂版 新しい歴史教科書』
  - 代表執筆者／藤岡信勝
  - 監修／伊藤隆、大石慎三郎、岡崎久彦（兼・執筆者）、新田均、芳賀徹
  - 執筆／九里幾久雄、小林弘治、坂本多加雄、高森明勅、西尾幹二、広田好信
- 『中学社会 新訂版 新しい公民教科書』
  - 代表執筆者／八木秀次
  - 監修／磯前秀二、島田洋一、田久保忠衛
  - 執筆／遠藤浩一、大津寄章三、古賀勝次郎、小林弘治、藤本百男

#### 2009年4月検定合格版（自由社）
- 『新編 新しい歴史教科書』
  - 代表執筆者／藤岡信勝
  - 監修／井尻千男、加瀬英明、杉原誠四郎（兼・執筆者）、田久保忠衛、福地惇（兼・執筆者）
  - 執筆／九里幾久雄、齋藤武夫、坂本多加雄、高森明勅、西尾幹二、松本謙一

#### 2011年3月検定合格版（自由社）
- 『新しい歴史教科書』
  - 代表執筆者／藤岡信勝
  - 監修／井尻千男、加瀬英明、田久保忠衛
  - 執筆／上原卓、岡野俊昭、九里幾久雄、齋藤武夫、坂本多加雄、高森明勅、西尾幹二、福地惇、松浦明博、山本茂
- 『新しい公民教科書』
  - 代表執筆者／杉原誠四郎
  - 執筆／安藤豊、小山常実、高池勝彦、豊島典雄、服部剛、吉永潤、渡辺眞

### 市販本

#### 2001年4月検定合格版
- 『市販本 新しい歴史教科書』 ISBN 4594031552
- 『市販本 新しい公民教科書』 ISBN 4594031560
  - 発行：2001年6月10日、扶桑社

#### 2005年4月検定合格版
- 『市販本 新しい歴史教科書 改訂版』 ISBN 4594050093
- 『市販本 新しい公民教科書 新訂版』 ISBN 4594050107
  - 発行：2005年8月10日、扶桑社

#### 2009年4月検定合格版
- 『日本人の歴史教科書』 ISBN 4915237508
  - 発行：2009年5月30日、自由社

#### 2011年3月検定合格版
- 『市販本 新しい歴史教科書』 ISBN 9784915237614
- 『市販本 新しい公民教科書』 ISBN 9784915237621
  - 発行：2011年5月1日、自由社

## 教科書に対する反応
一般には、前述の経緯から「つくる会」が反日分子であると批判している左派勢力が反対して不採択運動を推し進めているとされている。
谷沢永一は2001年に反論書『「新しい歴史教科書」の絶版を勧告する』（ビジネス社刊）を出版し、同書のなかで最初は期待していたが、メンバーの歴史的知識の欠如が著しく、結局のところ「つくる会」も従来の自虐史観と一緒であるとして、このような教科書は世に出すべきではなかったと主張し、最後は「国は歴史教育から手を引け」と言う山崎正和の理論で締めくくっている。
山田洋次、広瀬隆のほか、歴史専攻の大学教員が参加し、「新しい歴史教科書」について歴史研究の方法論も含めてテーマ別に検証して反論をまとめた『別冊歴史読本』の特集号（安田常雄、吉村武彦編集、特集『歴史教科書大論争: テーマ別検証』、『別冊歴史読本』87巻、新人物往来社、2001年）が刊行された。
2011年6月21日、橋下徹大阪府知事が代表を務める「大阪維新の会」の市議団は、愛国心や公共心育成を盛り込んだ改正教育基本法と新学習指導要領に沿った中学校教科書を採択するよう求める要望書を市教委に提出する方針を示した際に、検定に合格した教科書には自虐的な記述が見られるとして、「新しい歴史教科書」と「日本教育再生機構」のメンバーが執筆した育鵬社の教科書が「最も改正教育基本法の趣旨に沿った内容」と評価した。

### 賛同意見
- 扶桑社の属する企業グループである産経新聞社は、企画連載「教科書が教えない歴史」「歴史戦」などの好意的な記事を度々掲載しており、他社の教科書と比べ優れているとする記事を掲載していた。批判する言論に対して反日的ないし不公正であるとして反発していた。なお前述の経緯を経て2008年現在、サンケイグループと距離を取っている。
- 『民団新聞』によると、2004年6月14日に憲政記念館で開催された「つくる会」支持者のシンポジウムでは、次のような政治家（肩書は当時）がつくる会の活動を支持する発言をおこなった。
  - 「新しい定型によって新しい教科書が出て参ったことを、私は前進だと思います」（河村建夫文部科学大臣）[67]
  - 「従軍慰安婦という歴史的事実はなかった」「文部科学省にも教科書改善への働きかけを積極的におこなっていく」（安倍晋三自民党幹事長）[67]
  - 「国を挙げて動いてくる、在日韓国人の団体の圧力がある」（西川京子自民党女性局長）[67]
  - 「各地方の教育委員会に（つくる会採択を）呼びかけるよう、地方議員に呼びかける。自民党は今回初めて、『若手議員の会』（つくる会支援議員団体）を全面バックアップしている」（古屋圭司自民党代議士）[67]
    - 日本教育再生機構の広報誌「教育再生」によれば、自民党所属の国会議員の中川昭一と中山成彬と八木秀次理事長の鼎談の中で、八木に対し中川、中山が明確に育鵬社・教科書改善の会への支持を表明しているという[68]。そのため、つくる会に対する上記の政治家の支持の現状は不明である。
- 「日本の過去を暗いイメージだけで書くのは子どもに夢を与えない。扶桑社版には戦時中に外国から感謝された日本人もいたことが書かれている」（東京都杉並区の「つくる会」教科書採択時における賛成側教育委員の意見）[69]。

### 反対意見
- 日本神話の記述について問題になったものに天岩戸の物語がある。アメノウズメの命が天照大神を引き出すために踊ったくだりが「胸をさらけ出し、裳の紐を陰部までおし下げて踊った」という性的描写があった。原典に忠実な現代語訳ではあるが、教科書でここまで表現する必要性はなく、思春期の生徒に対して不適切であるという意見もあった[70]。2005年版では「おもしろおかしく踊った」と遠回しな表現に変更された。
- 第一次世界大戦では、日本海軍は地中海に船団護衛のために巡洋艦および駆逐艦を派遣した（詳細は第一次世界大戦下の日本を参照のこと）が、2001年版244頁と245頁に「地中海での作戦中、ドイツ潜水艦から魚雷が発射された。その魚雷の発見が一瞬、遅れたときに、日本駆逐艦は連合国船舶の前に全速で突進して盾となり、撃沈されて責務を果たした。犠牲になった日本海軍将校の霊は、今もマルタ島の墓地に眠っている」とのエピソードが紹介されているが、事実誤認ばかりである。このエピソードは樺型駆逐艦「榊」の事であると思われるが、「榊」は1917年6月11日にオーストリア＝ハンガリー帝国海軍の潜水艦U27から雷撃され艦首切断、戦死者59名負傷者16名を出す被害を受けている。日本海軍で大破したのは「榊」だけであり、修理に8か月を要したが撃沈されたわけではなく、現役復帰し1932年に除籍されるまで活躍していた。そのうえ榊が雷撃されたのは護衛任務からの帰途であり、盾になった事実はない。つくる会が日本海軍の活躍を取り混ぜて「盾になった、沈没した」と創作した話である[71]。
- 南京大虐殺（南京事件）を史実として扱っていないという意見[注 7]。2001年版教科書270頁では「このとき、日本軍によって民衆にも多数の死傷者が出た」として、南京市内の犠牲が出たことを認めてはいるが、戦争被害を出来るだけ軽視させるための記述である[72]。また、271頁では中国共産党が「政権をうばう戦略として、日本との戦争の長期化を方針としていた」記述しているが、根拠薄弱な事実を強調している[72]。
- 昭和天皇について「国民とともに歩まれた生涯」として人物コラムで2頁にわたり記述されているほか、終戦の聖断などマッカーサーの回想録を基に記述している。それらの記述は「昭和天皇神話」を作り出すものである[73]。
- 2001年版では銀輪部隊の活躍（同276頁）を写真付きで取り上げているが、この銀輪部隊は米英の機械化部隊に少しでもおいつこうとして、南部仏印（ベトナム）で現地徴発した自転車で急遽「制式採用」したものであり、戦時中の日本の宣伝そのままで、紹介したものであり、決して自慢できるものではない[74]。
- 与謝野晶子が日露戦争の際に発表した『君死にたまふことなかれ』（旅順攻囲戦に加わっていた弟を嘆いて作られた詩とされる）を、つくる会の教科書では、家の存続を願って跡取りである弟の無事を願ったにすぎないとして、与謝野の思想は「家や家族を重んじる着実なものであった」として、非戦の真意はないとした。しかしながら、与謝野は同時代の大町桂月の批判を「国粋主義者」と批判していることや、与謝野の反良妻賢母主義の生涯は従来の家制度的道徳に反するものである[75]。
- 歴史教科書は、国際的な視点で書かれるべきであり、日本的な視点のみで記述するのは望ましくない[76]。
- 新しい歴史教科書の記述には、誤って事実と異なっている部分があり、教科書としての正確性の検証が足りない[77]。
- 日本を擁護している割には、日本の正当性に関して綿密な記述が少なく、極東国際軍事裁判を基調とするいわゆる自虐史観を語り口によって情緒的に否定しようとする傾向がある。このような記述では、歴史を総合的に考察させることを妨げ、誤解を生じさせてしまう恐れがある[78]。
- 教育については、「教育勅語」の全文を掲載して注釈まで付けているのに対して、「教育基本法」については「教育基本法が制定されて民主主義教育の原則がうたわれ」としか記述がなく、戦前から戦後にかけての教育の変化（特に戦後の教育）を理解することが難しい[78]。
- 日本の歴史上の人物を安易に称賛するだけでは、外国の人物を考察することが不可能になる[78]。
- 広島・長崎の原子爆弾投下については、その必要性があったことが説明されることもあるが、原子爆弾の被害などについても触れられ、そのほかの教科書が一概に日本だけを悪とする記述にはなっているわけではない[79]。
- 中央権力以外の歴史・文化に殆ど無関心で、とても「日本の歴史」教科書と言えるものになっていない[79]。
- 古代の倭人と日本人を同一視するあまり、古代日本人の全体像を押さえていない[80]。
- 全体的に日本の多様な歴史や文化を一部の政治史に閉じ込めて、矮小化している[78]。
- つくる会の2001年版では、日米関係史に「反米」と現状肯定が奇妙に共存しており[81]、ペリー来航時の白旗書簡（現在は偽書とされる）を根拠に「砲艦外交」と批判して尊皇攘夷を正当化したのを初め、日英同盟の廃止をアメリカの強い意思でもたらされたものであり、日米開戦に至ったのもアメリカに問題があると主張しているうえに、アメリカによる占領政策が「自国の戦争に対する罪悪感をつかす」と反米的主張が繰り広げられている反面、1960年の日米安全保障条約改定を「これにより日米両国は、より対等の関係になった」と現状を肯定的に評価することで、相反する歴史観が叙述されている。
- 小林よしのりは改訂版について、ポツダム宣言は日本を破滅から救ったという親米的な記述が登場しているが、あまりにもアメリカへ媚びていると批判した[82]。
- 「（太平洋戦争について）扶桑社版は『日本の将兵は敢闘精神を発揮してよく戦った』などと書き、戦争に向かう教科書ではないかと不安を持った」（東京都杉並区の「つくる会」教科書採択時における反対側教育委員の意見）[69]。
- 「富岡製糸場など紡績業」とあるが、正しくは製糸業である[83]。

#### 公民教科書への反対意見
- つくる会の公民教科書（2001年版）の最終章では「核兵器で日本を武装しよう」という「過激な主張」を展開していたとして反対意見を唱える者も存在している[84]。日本の国是である非核三原則に反する為、検定意見が付いたが、修正したことで今度は逆の論調になったという[84]。

### 教科書の中立的検証
大月隆寛、副島隆彦、高田明典、高橋順一、西岡昌紀、橋爪大三郎、日垣隆、宮崎学らは、「新しい歴史教科書」に関する右翼側と左翼側の論争にはウンザリであるとした上で、2001年度版の他の歴史や公民教科書と何が違うのかを細かく分野ごと（例；白村江の戦い、南京事件など）に検証し、独断でどちらがより正確な説明をしているかの判定をしている。「東京書籍・帝国書院・日本書籍など大手教科書出版社vsつくる会教科書」という不公平な形ではあるが、彼らは14分野をつくる会教科書、30分野を他の大手教科書の「勝ち」とし、18分野を引き分けとしている。

## 組織に対する批判
- つくる会元会長の田中英道は著書『新しい日本史観の確立』（文芸館）の中[要ページ番号]で、日本近代史にのみ熱意を燃やす「つくる会」の運動に疑問を呈し、もっと幅広い歴史観の見直しの必要性があると指摘している。
- 『新しい歴史教科書』が2001年検定の白表紙本の内容が漏洩・報道されたが、その白表紙本の序文「歴史を学ぶとは」の冒頭において、再び「歴史は科学ではない」と宣していたことが判明した[86]。そのため、強い批判にさらされ、従来つくる会に対し好意的であった多くの歴史学者からすら支持を失う決定打となった[87]。なお一連の記述は、文部科学省の意見がつけられ検定合格本から全面削除されている。
- 『新しい歴史教科書』を2002年度に採択したのは、私立中学校20校と公立学校6校であったが、公立学校でこの時採択されたのがいずれも養護学校であったため、障害者団体から政治的理由によるものとして批判の声が上がった[88]という。
- 上杉聰（日本の戦争責任資料センター事務局長）が、2005年発刊の共著『使ったら危険「つくる会」歴史・公民教科書』（明石書店）の中[要ページ番号]で、扶桑社の営業赤字の原因を一連のつくる会の教科書問題のためとして、近い将来扶桑社が教科書発行から手を引く可能性を指摘した。現実に、前述のようにつくる会との関係を解消したうえに別会社に移管することになった（育鵬社は扶桑社の100パーセント子会社）。
- 佐藤学東京大学大学院教授は、つくる会を「一般に言われているような右翼団体ではない。ナショナリズムを掲げた愛国主義者ではない」として「政治組織にして企業組織」と主張[89]しており、それによれば、「大東亜戦争は日本の自衛戦争であり、アジア解放の戦争であった」と主張する言論は特定の層にとって商品価値があり、「南京事件や従軍慰安婦は幻だった」という主張を出版し、それらを販売するのであるとしている。そのためつくる会との論争は会の自説をもっともらしく宣伝する恰好の手段である。そのため、たとえ虚妄の歴史観であっても「正史」とする欲望に捉われているため、つくる会との相互の認識を深めることはできないとしている。
- 山崎雅弘は、戦後の歴史観を「自虐史観」と批判する勢力は、先の戦争中に大日本帝国が国策として展開した「思想戦」や「宣伝戦」の継続を行っているとしており、また、日中戦争（支那事変）、太平洋戦争（大東亜戦争）中に大日本帝国が展開した「思想戦」や「宣伝戦」の継続だとしたら、後者が最終的にどのような結果を日本にもたらしたかを踏まえることで、「思想戦」や「宣伝戦」の行く末や、それが日本国民にもたらしうる結果についても、ある程度予見することができる（日本が世界から孤立し、敗北する）と主張している[90]。

## その他
韓国の保守派民間団体「教科書フォーラム」が、現行の韓国の歴史教科書の左傾化を是正するとして、独自に記述を見直した『代案教科書 韓国近・現代史』を出版したが、従軍慰安婦を「従軍慰安婦が強制ではなく、大金を稼げるという言葉にだまされたものだ」とした記述に対し、韓国MBCテレビは2008年3月29日放送の報道番組「ニュース・フー」（News Who）に「ニューライト教科書、韓国版扶桑社？」と表現し批判的報道をした。